# Венъярви
Венъярви, Веньярви — озеро на территории Сосновецкого сельского поселения Беломорского района Республики Карелии.

## Общие сведения
Площадь озера — 4,5 км², площадь водосборного бассейна — 29,5 км². Располагается на высоте 120,6 метров над уровнем моря.
Форма озера лопастная, продолговатая: оно вытянуто с северо-запада на юго-восток. Берега каменисто-песчаные, местами заболоченные.
Озеро входит в цепочку озёр «Верхнее Венозеро → Венъярви → Вирнаволокское (с притоком из озера Кулаковского) → Серноярви», через которые протекает водоток без названия, впадающий в озеро Берёзовое. Последнее соединяется короткой протокой с озером Тунгудским, через которое протекает река Тунгуда, впадающая в реку Нижний Выг.
К востоку от озера проходит лесная дорога.
Код объекта в государственном водном реестре — 02020001311102000008586.